# Sipke Jan en het Mysterie van de Magische Bol
Sipke Jan en het Mysterie van de Magische Bol is een theatershow met in de hoofdrol presentator/acteur Sipke Jan Bousema.

## Verhaal
Aan het begin van de show adviseert Sipke Jan het publiek naar huis te gaan (niemand doet dit), omdat het te gevaarlijk is om te blijven zitten (overigens is ook maar het halve decor opgebouwd). De reden: er is een bende criminelen in de stad waar de show wordt gehouden. Sipke Jan is namelijk eigenaar van de Magische Bol, die ook bekend is van ZipZoo: coördinaat X. Echter: iedereen blijft zitten. Volgens Sipke Jan brengen ze dan wel zichzelf in gevaar. De bende criminelen wil namelijk de bol stelen en dit wordt ze erg makkelijk gemaakt, aangezien de bol, zolang hij ingeschakeld is, signalen uitzendt waardoor de criminelen hem gemakkelijk kunnen vinden. Sipke Jan moet proberen de bol uit te schakelen met behulp van een ingewikkelde handleiding en diverse objecten (bijvoorbeeld een enorme dobbelsteen) om zo de criminelen op een dwaalspoor te brengen. Uiteindelijk bedenkt Sipke Jan samen met het publiek een plan om de criminelen in de bajes te krijgen en Sipke Jan en het publiek hebben zelfs nog tijd om liedjes te zingen en trucs te doen.

## Liedjes
- Openingsnummer: wat is het geheim van de bol?
- Ken je dat gevoel?
- Alles